# Afalla Issen
Afalla Issen (franska: Afalla Issen (CR), Afalla Issen (Commune Rurale), arabiska: سيدي امحمد دليل) är en kommun i Marocko.   Den ligger i provinsen Chichaoua och regionen Marrakech-Safi, i den centrala delen av landet, 400 km sydväst om huvudstaden Rabat. Antalet invånare är 7 961.